# ساشا الکساندر
ساشا الکساندر (به انگلیسی: Sasha Alexander) هنرپیشه آمریکایی و متولد ۱۷ مه ۱۹۷۳ است. او در فیلم‎های چون مأموریت: غیرممکن ۳، مرد بله‌گو، استاد دائمی، با تو حال نمی‌کند و عشق پیش می‌آید به ایفای نقش پرداخته است. همچنین او در سریال ان‌سی‌آی‌اس و بی‌شرم بازی کرده است.